# Bringing Out the Dead
 Bringing Out the Dead és un drama estatunidenc dirigit per Martin Scorsese, estrenat el 1999.

## Argument
48 hores en la vida d'un conductor d'ambulància. Malgrat els seus esforços per salvar la vida de la gent, Frank veu els fantasmes dels que no ha aconseguit salvar.

## Comentari
Martin Scorsese en el "seu" Nova York, tenebrós i desesperat, ple de pobres i d'exclosos, de violència urbana i de carrers perillosos. Tret d'un llibre de Joe Connelly, la pel·lícula presenta tres nits d'un paramèdic enmig d'una fauna nocturna d'exclosos, d'accidentats, de boigs, d'alcohòlics i de criminals...

## Repartiment
- Nicolas Cage: Frank Pierce
- Patricia Arquette: Mary Burke
- John Goodman: Larry Verber
- Ving Rhames: Marcus
- Tom Sizemore: Tom Wolls
- Marc Anthony: Noel
- Cliff Curtis: Cy Coates
- Nestor Serrano: el doctor Hazmat
- Mary Beth Hurt: la infermera Constance
- Aida Turturro: la infermera Crupp
- Sonja Sohn: Kanita
- Cynthia Novel·la: Rose
- Afemo Omilami: Griss
- Cullen O. Johnson: Mr Burke
- Arthur J. Nascarella: el capità Barney

## Banda original
- T.B. Sheets, interpretat per Van Morrison
- September of My Anys, interpretat per Frank Sinatra
- You Can't Put Your Arms Around A Memory, interpretat per Johnny Thunders
- Bell Boy, interpretat per The Who
- Llegaste a Mi, interpretat per Marc Anthony
- What's the Frequency Kenneth?, interpretat per R.E.M.
- Too Many Fish in the Sea, interpretat per The Marvelettes
- Don't You Worry 'Bout a Thing, compost per Stevie Wonder
- So What, interpretat per Jane's Addiction
- Nowhere to Run, interpretat per Martha Reeves i The Vandellas
- These Are Days, interpretat per 10,000 Maniacs
- I and I Survive (Slavery Days), interpretat per Burning Spear
- Rivers of Babylon, interpretat per The Melodians
- Le Sacre du Pintemps, interpretat per The New York Philharmonic
- Rang Tang Ding Dong (I Am A Japanese Sandman), interpretat per The Cellos
- Combination of the Two, interpretat per Big Brothers & The Holding Company
- Hasta Ayer, interpretat per Marc Anthony
- Janie Jones, interpretat per The Clash
- Red Red Wine, interpretat per UB40
- I'm So Bored With the USA, interpretat per The Clash

## Al voltant de la pel·lícula
- El rodatge s'ha desenvolupat a Nova York (8a i 11a avingudes, carrers 41, i 54, Greenwich Village, Hell's Kitchen, Midtown i Norfolk Street).

## Premis i nominacions
- Premi a la millor fotografia, als Florida Film Critics Circle Awards 2000.